# Champcervon
Champcervon – miejscowość i dawna gmina we Francji, w regionie Kraj Loary, w departamencie Maine i Loara. W 2013 roku jej populacja wynosiła 219 mieszkańców. 
W dniu 1 stycznia 2016 roku z połączenia dwóch ówczesnych gmin – Les Chambres oraz Champcervon – utworzono nową gminę Le Grippon. Siedzibą gminy została miejscowość Champcervon. 